# Luís Vidal Leite Ribeiro
Luís Vidal Leite Ribeiro, primeiro e único barão de Vidal (Rio de Janeiro, 10 de dezembro de 1857 — Rio de Janeiro, 8 de abril de 1932), foi um nobre brasileiro.
Filho do barão de Itamarandiba e irmão do barão de Santa Margarida, casou-se com D. Francisca Leite de Oliveira e Silva (1862–1914), com quem teve quatro filhos. Comerciante e proprietário no Rio de Janeiro, foi agraciado barão em 16 de fevereiro de 1889, aos 32 anos de idade, alguns meses antes da Proclamação da República.